# Cálculo renal
Un cálculo renal o piedra en el riñón es un trozo de material sólido compuesto de sales de fosfato y carbonato cálcico o úricas, que se forma dentro del riñón a partir de sustancias que están en la orina. La nefrolitiasis, litiasis renal o, antiguamente, mal de piedra es la formación de dichos cálculos en el riñón.
Una piedra pequeña puede pasar por el sistema urinario y ser evacuada sin causar síntomas. Sin embargo, si un cálculo crece a más de 5 milímetros (0,2 pulgadas), puede causar un bloqueo del uréter, lo que provocará un dolor intenso en la parte inferior de la espalda o el abdomen. Un cálculo también puede producir sangre en la orina, vómitos o dolor al orinar. Alrededor de la mitad de las personas que sufrieron de un cálculo renal tendrán otro en los próximos diez años.
La mayoría de los cálculos se forman debido a una combinación de factores genéticos y ambientales. Los factores de riesgo incluyen niveles altos de calcio en la orina; obesidad; ciertos alimentos; algunos medicamentos como los suplementos de calcio; hiperparatiroidismo; gota y la ingesta insuficiente de líquidos.

## Epidemiología
Entre el 1 % y el 15 % de las personas a nivel mundial se ven afectadas por cálculos renales en algún momento de sus vidas. La frecuencia de nefrolitiasis por sexo es de un 13 % para el hombre y 7 % para la mujer. Este tipo de piedras suelen estar compuestas de calcio o de niacina, por lo cual se puede obtener un mayor riesgo.

## Clasificación
- Según su composición química:

1) Cálculos de calcio
Es el tipo de piedra más común. El calcio es un mineral que forma parte de nuestra dieta normal. El calcio que no se necesita para los huesos y los músculos pasa a los riñones. En la mayoría de las personas, los riñones eliminan ese excedente junto con el resto de la orina. Por el contrario, cuando el calcio se retiene en los riñones, se une a otros desperdicios para formar una piedra.
La nefrolitiasis por cálculos de sales de calcio representa entre el 75 % y el 85 % de todos los casos de cálculo renal. Es más frecuente en varones. Las sales que componen las piedras son las de oxalato de calcio y las de fosfato de calcio. Esta última puede presentarse en forma de hidroxiapatita o en forma de brushita.
La edad en la que comienzan a formarse estos cálculos es, generalmente, entre los 20 y los 39 años de edad.
2) Cálculos de ácido úrico
Se pueden formar cuando hay demasiado ácido en la orina (pH < 5,4), a causa de un exceso de ácido úrico en la sangre.
Este tipo de cálculos representa entre el 5 % y el 10 %  de los casos de nefrolitiasis, y también es más frecuente en varones. La comorbilidad de gota en las personas con cálculos de ácido úrico es de 50 %.
3) Cálculos de cistina
La cistina es una de las sustancias que producen los músculos, nervios y otras partes del cuerpo. Esta sustancia se puede ir acumulando en la orina, hasta formar una piedra. La enfermedad que causa la formación de piedras de cistina es hereditaria.
Estos cálculos son muy poco comunes (1 % de las nefrolitiasis) y son el producto de un transporte defectuoso de aminoácidos dibásicos (cisteina → disulfuro de cisteía o cistina y la lisina ornitina, arginina) en el intestino y en los túbulos renales.
4) Cálculos de estruvita
Las piedras de estruvita (también conocida como "triple fosfato") pueden formarse después de una infección del sistema urinario o por presencia de cuerpos extraños en este sistema. Estos cálculos contienen el mineral magnesio y el producto de desperdicio, amoníaco además de fosfato.
Este tipo de piedras son producto de la infección del tracto urinario, generalmente, por bacterias productoras de ureasa como Proteus. Suelen ser "mixtas" en su composición, ya que incluyen carbonato de calcio (CaCO3) y estruvita (MgNH4PO4), la cual forma un cristal en forma de «Tapa de féretro» (prismas rectangulares).
Los cálculos de estruvita son más frecuentes en mujeres. Pueden producir una concreción en «asta de ciervo» en el interior de los riñones.
5) Cálculos menos frecuentes
Otros tipos de cálculos, poco frecuentes, son los de xantinas, iatrogénicos, de silicato (inducido por fármacos como efedrina, o indinavir) y los cálculos espurios o falsos.
- Según sus características estructurales:

Los cálculos renales pueden ser tan diminutos como un granito de arena o tan grandes como una perla. Incluso algunas piedras pueden tener el tamaño de una pelota de golf. La superficie de la piedra puede ser lisa o con picos. Por lo general son de color amarillo o marrón.
Es posible que la ingestión de algunas pastillas como L-carnitina o preparados vitamínicos con calcio o magnesio ayude a la aparición de las piedras.
Algunos cálculos renales que ocupan el espacio conformado por la pelvis renal adquieren forma de coral o Litiasis coraliforme.

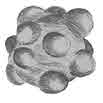
Piedras con forma de bola de golf y marrones del riñón.
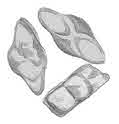
Piedras dentadas y amarillas del riñón.
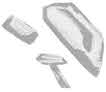
Piedras pequeñas y lisas del riñón.

## Causas
1) Cálculos de calcio

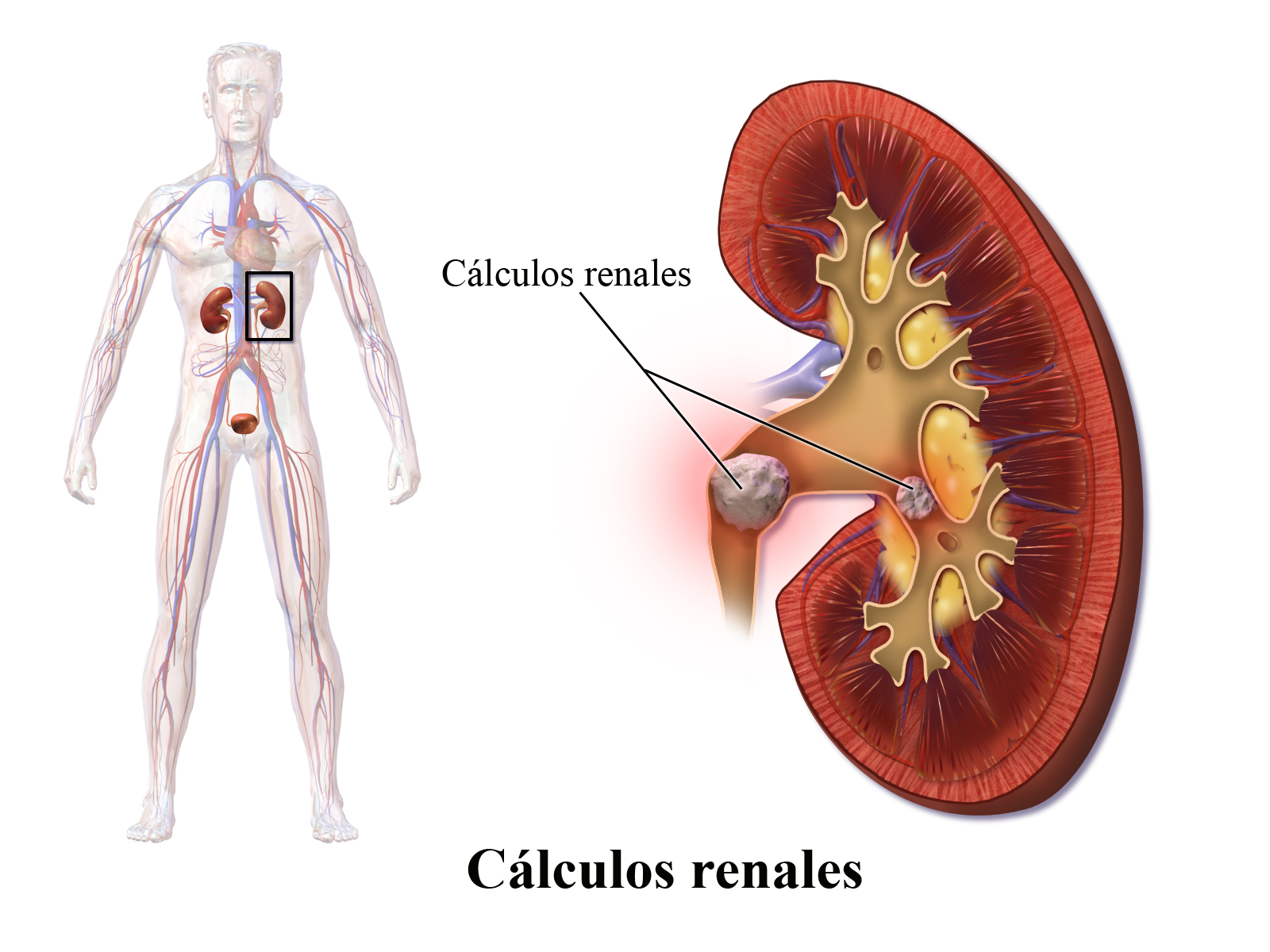
Cálculos renales.

- Hipercalciuria idiopática (50-55 %)

Etiología: Parece ser de origen hereditario.
Diagnóstico: Se hace con normocalciemia, hipercalciuria inexplicable.
Tratamiento: dieta baja en sodio y proteínas más un diurético tiazídico.
- Hipocitraturia (20-40 %)

Etiología: De origen dietético y parece ser también hereditaria.
Diagnóstico: citrato urinario < 320 mg/día
Tratamiento: Suplemento de álcalis.
- Hiperuricosuria (20 %)

Etiología: Dieta
Diagnóstico: Ácido úrico en orina > 750 mg/día (mujeres) y > 800 mg/día (hombres)
Tratamiento: Alopurinol o dieta.
- Hiperoxaluria alimentaria (10-30 %)

Etiología: Alimentación rica en oxalato y baja en calcio
Diagnóstico: oxalato urinario > 50 mg/día
Tratamiento: Dieta baja en oxalato
- Enfermedad idiopática por cálculos (20 %)

Etiología: desconocida
Diagnóstico: por exclusión
Tratamiento: fosfato oral, líquidos.
- Hiperparatiroidismo primario (3-5 %)

Etiología: neoplasia
Diagnóstico: Hipercalciemia inexplicable
Tratamiento: Intervención quirúrgica
- Hiperoxaluria intestinal (1-2 %)

Etiología: por cirugía intestinal
Diagnóstico: oxalato urinario > 75 mg/día
Tratamiento: Colestiramina o sobrecarga oral de calcio
- Hiperoxaluria primaria (rara)

Etiología: hereditaria.
Diagnóstico: oxalato urinario y ↑ Ácido glicólico o L-glicérico.
Tratamiento: Líquidos y piridoxina
- Acidosis tubular renal distal (rara)

Etiología: hereditaria
Diagnóstico: acidosis hiperclorémica (pH urinario > 5,5)
Tratamiento: reposición de álcalis.
2) Cálculos de ácido úrico
- Gota (50 %)

Etiología: hereditaria
Diagnóstico: Dx. clínico de Gota.
Tratamiento: Álcalis y Alopurinol.
- Síndrome de Lesch-Nyhan (rara)

Etiología: hereditaria (solo varones)
Diagnóstico: disminución de la concentración  de fosforribosiltransferasa de hipoxantina y guanina
Tratamiento: Alopurinol
- Idiopáticos (50 %)

Etiología: parece ser hereditaria
Diagnóstico: cálculos de A. úrico sin gota.
Tratamiento: Álcalis y Alopurinol si A. úrico urinario por día es > 1000 mg
- Neoplasias malignas (rara)

Etiología: Neoplasia
Diagnóstico: Dx. Clínico
Tratamiento: Alopurinol
3) Cálculos de cistina
Etiología: hereditaria
Diagnóstico: identificación del tipo de cálculo y aumento en la eliminación de cistina
Tratamiento: líquidos abundantes, álcalis, D-penicilamina en caso necesario.
4) Cálculos de estruvita
Etiología: Infección
Diagnóstico: observación del tipo de cálculo.
Tratamiento: Antibioticoterapia adecuada, cirugía (justificada).

## Patogenia
La nefrolitiasis surge al romperse el equilibrio que debe mantener la solubilidad y evitar la precipitación de las sales.
Para que se forme un cálculo se necesita de:
a. Sobresaturación
La sobresaturación se produce cuando la concentración de litogénicos sobrepasa el límite hasta el que la orina puede mantenerlos en solución. Este límite lo determinan muchos factores como el pH y la concentración y la presencia de otros compuestos. Por ejemplo, el calcio con el oxalato y el fosfato con el citrato forman muchas sustancias solubles entre sí, por lo tanto, si disminuyen las concentraciones de citrato en la orina, se produce más sobresaturación, al igual que si disminuye la cantidad de agua en la orina, lo que facilita la formación de cristales.
El pH también influye, porque al aumentar este, aumenta también la cantidad total de fosfato ionizado que se une al Ca+2 y hace que se precipiten cada vez más brushita y apatita. Por el contrario, cuando el pH < 5,5 disminuye la frecuencia de cristales de fosfato, pero se eleva la de los cristales de ácido úrico.
b. Cristalización
Comienza con la formación de núcleos de cristales que pueden ser restos celulares o hasta otros cristales (núcleos heterogéneos).
Estos núcleos se retienen en la pelvis renal; esto es posible a  través de las excrecencias o proliferaciones sobre placas de apatita en papilas renales (Placas de Randall).
Las Placas de Randall, que surgen en la membrana basal de la porción fina del asa de Henle, pasan a través del intersticio hacia la membrana basal del endotelio papilar cuando estas células endoteliales son lesionadas. Esto deja expuesta las placas, haciéndolas bases para la cristalización de oxalato de calcio.
Inhibidores de la formación de cristales:
- Pirofosfato inorgánico: mayor acción contra cristales de fosfato de calcio que contra los de oxalato de calcio.
- Citrato: forma complejos solubles con el calcio.
- Glucoproteínas: inhiben la cristalización de oxalato de calcio.
- Fitato: inhibe la nucleación del oxalato cálcico, con una potencia 1000 veces superior al citrato; inhibe la nucleación del fosfato cálcico y el crecimiento cristalino del oxalato cálcico.

## Cuadro clínico

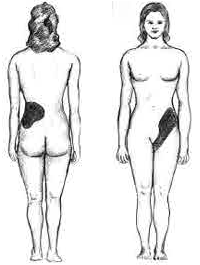
Un dolor desde la zona lumbar irradiado al pubis puede deberse a piedras en el riñón.

Si son muy pequeños o están en formación, suelen ser asintomáticos. Puede haber eliminación de cálculos generalmente cuando estos son de un diámetro menor que 0,5 cm y producir hematuria (orina con sangre) aisladas.
Los síntomas suelen surgir cuando hay oclusión o cierre de algún uréter o de la unión uretero-pélvica, lo que provoca sus síntomas clásicos:
- Obstrucción al flujo de orina.
- Hematuria.
- Cólico nefrítico: dolor que suele ser muy intenso, súbito, tipo cólico, que comienza en la fosa renal (región lumbar unilateral) y luego se irradia hacia la región inguinal y áreas genitales del mismo lado (escroto en el hombre). Suele acompañarse de náusea y vómito.

Si la obstrucción se produce en la porción parietal del uréter en la vejiga, puede producir tenesmo, polaquiuria y disuria. También puede presentarse como un dolor abdominal de inicio agudo de menos de 12 horas de evolución.
Crónicamente favorecen las infecciones urinarias. Pueden dar un dolor silente que se irradia según el lugar donde quedó atrapado el cálculo dentro de la vía urinaria (riñón, uréter, vejiga).
Si se desplaza un cálculo, el espasmo de los músculos y la inflamación causada por el daño al tejido por donde pasa causan un dolor muy intenso tipo puntada, llamado cólico nefrítico.
Si se expulsa parte del cálculo, puede aparecer hematuria (sangre) y disuria.
También al sentir dolor, pueden presentarse náuseas y vómitos reiterados.

## Diagnóstico

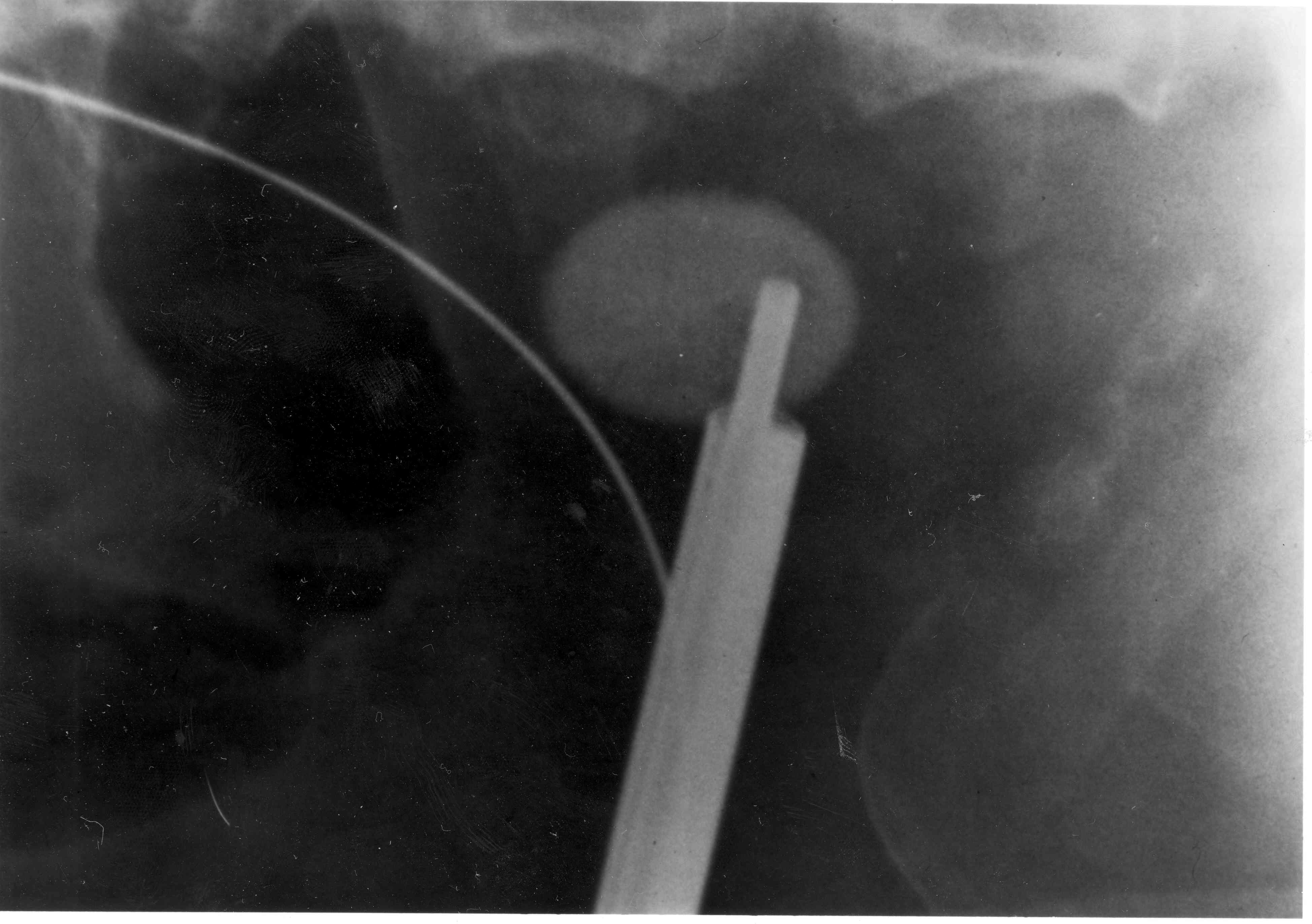
Instrumento ultrasónico y cálculo renal.

Para hacer el diagnóstico, se deberán tomar dos muestras de orina en 24 horas, cada una con sus respectivas muestras de sangre aparejadas. Una muestra se tomara en un día hábil y otra el fin de semana.
En el análisis del suero sanguíneo interesan: calcio, ácido úrico, electrolitos, creatinina.
En el análisis de orina interesan: pH, volumen, oxalato, citrato.
Deben observarse también la dieta, la actividad y el entorno del paciente.
Debe determinarse la composición del cálculo.

## Tratamiento
A todo paciente con nefrolitiasis debe indicarse consumir cantidades copiosas de agua y evitar siempre la deshidratación. El mantenimiento de la orina diluida mediante fluidoterapia vigorosa es beneficioso en todas las formas de cálculos renales, por lo que aumentar el volumen de orina es un principio clave para la prevención de los cálculos renales. La ingesta de líquidos debe ser suficiente para mantener una producción de orina de al menos dos litros por día. Una ingesta alta de líquidos puede reducir la probabilidad de recurrencia de cálculos renales o puede aumentar el tiempo entre el desarrollo de cálculos sin efectos no deseados. Sin embargo, la evidencia que respalda estos hallazgos es incierta.
Técnicas para la eliminación de cálculos:
- Tratamiento médico expulsivo: consiste en el uso de medicamentos para acelerar el paso espontáneo de cálculos en el uréter.[8][9] Varios agentes, incluidos los bloqueadores alfa adrenérgicos (como la tamsulosina) y los bloqueadores de los canales de calcio (como la nifedipina), pueden ser eficaces.[8] Es probable que los alfabloqueantes provoquen que más personas eliminen los cálculos y es posible que los eliminen en menos tiempo.[9] Las personas que toman alfabloqueantes también pueden usar menos analgésicos y es posible que no necesiten visitar el hospital.[9] Los alfabloqueantes parecen ser más efectivos para cálculos más grandes (de más de 5 mm de tamaño) que para cálculos más pequeños.[9] Sin embargo, el uso de alfabloqueantes puede estar asociado con un ligero aumento de los efectos adversos graves de este medicamento.[9] Una combinación de tamsulosina y un corticosteroide puede ser mejor que la tamsulosina sola.[8] Estos tratamientos también parecen ser útiles además de la litotricia.[8]
- Bloqueadores adrenérgicos α1 V.O.

Estos relajan el músculo ureteral y facilitan la eliminación del cálculo sin dolor.
- Las indicaciones para la extracción del cálculo son: obstrucción grave, dolor rebelde, hemorragia interna, infección.

- Litotricia extracorporal.

Es la fragmentación en el sitio del cálculo por ondas de choque, en la cual el medio de transporte de estas ondas es el agua. En ocasiones, los bloqueantes alfa se recetan después de la litotricia con ondas de choque para ayudar a que los fragmentos del cálculo abandonen el cuerpo de la persona. Al relajar los músculos y ayudar a mantener abiertos los vasos sanguíneos, los bloqueantes alfa pueden relajar los músculos del uréter para permitir que pasen los fragmentos de cálculos renales. En comparación con la atención habitual o el tratamiento con placebo, los alfabloqueantes pueden provocar una eliminación más rápida de los cálculos, una menor necesidad de tratamiento adicional y menos efectos no deseados. También pueden eliminar los cálculos renales en más adultos comparados con el procedimiento estándar de litotricia por ondas de choque. Los efectos no deseados asociados con los bloqueantes alfa son las visitas de emergencia al hospital y el regreso al hospital por problemas relacionados con los cálculos, pero estos fueron más comunes en los adultos que no recibieron bloqueantes alfa como parte de su tratamiento.
- Nefrolitotomía percutánea.

Es una técnica en la cual se hace una pequeña incisión en el flanco del lado afectado y se utiliza un transductor de ultrasonido o láser de holmio para desintegrar el cálculo (ureteroscopia con desintegración del cálculo por medio de láser holmio)
- Cirugía ureteroscópica.

La ureteroscopia se ha vuelto cada vez más popular a medida que los ureteroscopios de fibra óptica rígidos y flexibles se han vuelto más pequeños. Una técnica ureteroscópica implica la colocación de un stent ureteral (un pequeño tubo que se extiende desde la vejiga, sube por el uréter y llega hasta el riñón) para proporcionar un alivio inmediato de un riñón obstruido. La colocación de un stent puede ser útil para salvar un riñón en riesgo de insuficiencia renal aguda postrenal debido al aumento de la presión hidrostática, la hinchazón y la infección (pielonefritis y pionefrosis) causada por un cálculo obstructivo. Los stents ureterales varían en longitud de 24 a 30 cm y la mayoría tienen una forma comúnmente conocida como "doble J" o "doble coleta", debido al rizo en ambos extremos. Están diseñados para permitir que la orina fluya a través de una obstrucción en el uréter. Pueden quedar retenidos en el uréter durante días o semanas a medida que se resuelven las infecciones y a medida que la litotricia extracorpórea o algún otro tratamiento disuelven o fragmentan los cálculos. Los stents dilatan los uréteres, lo que puede facilitar la instrumentación, y también proporcionan un punto de referencia claro para ayudar en la visualización de los uréteres y cualquier cálculo asociado en los exámenes radiográficos. La presencia de endoprótesis ureterales permanentes puede causar molestias mínimas a moderadas, incontinencia de frecuencia o urgencia e infección, que en general se resuelven con la extracción. La mayoría de los stents ureterales se pueden extraer cistoscópicamente durante una visita al consultorio con anestesia tópica después de la resolución de la urolitiasis. 
Actualmente, las investigaciones son inciertas sobre si colocar un stent temporal durante la ureteroscopía conduce a resultados diferentes a no colocar un stent en términos de número de visitas al hospital por problemas posoperatorios, dolor a corto o largo plazo, necesidad de analgésicos narcóticos, riesgo de infección urinaria, necesidad de un procedimiento repetido o un estrechamiento del uréter debido a las cicatrices.
Las técnicas ureteroscópicas más definitivas para la extracción de cálculos (en lugar de simplemente evitar la obstrucción) incluyen la extracción con canasta y la ureterolitotricia por ultrasonido. La litotricia con láser es otra técnica que implica el uso de un láser de holmio (Ho:YAG) para fragmentar cálculos en la vejiga, los uréteres y los riñones.
Las técnicas ureteroscópicas son generalmente más efectivas que la litotricia extracorpórea con ondas de choque (LEOC) para tratar los cálculos ubicados en el uréter inferior, con tasas de éxito de 93 a 100% con la litotricia con láser Ho: YAG. Aunque la LEOC ha sido tradicionalmente preferida por muchos médicos para el tratamiento de cálculos localizados en el uréter superior, la experiencia más reciente sugiere que las técnicas ureteroscópicas ofrecen claras ventajas en el tratamiento de cálculos ureterales superiores. Específicamente, la tasa de éxito general es mayor, se necesitan menos intervenciones repetidas y visitas posoperatorias, y los costos del tratamiento son más bajos después del tratamiento ureteroscópico en comparación con la LEOC. Estas ventajas son especialmente evidentes con piedras de más de 10 mm (0,4 pulgadas) de diámetro. Sin embargo, debido a que la ureteroscopia del uréter superior es mucho más desafiante que la LEOC, muchos urólogos todavía prefieren utilizar la LEOC como tratamiento de primera línea para los cálculos de menos de 10 mm y la ureteroscopia para los de más de 10 mm de diámetro. La ureteroscopia es el tratamiento preferido en las personas embarazadas y con obesidad mórbida, así como en aquellas con trastornos hemorrágicos.

## Niños
Aunque los cálculos renales no ocurren con frecuencia en los niños, su incidencia está aumentando. Estos cálculos se encuentran en el riñón en dos tercios de los casos notificados y en el uréter en los casos restantes. Los niños mayores corren un mayor riesgo independientemente de que sean de sexo masculino o femenino. 
Como ocurre con los adultos, la mayoría de los cálculos renales pediátricos se componen predominantemente de oxalato de calcio. Los cálculos de estruvita y fosfato de calcio son menos comunes. Los cálculos de oxalato de calcio en los niños se relacionan con altas cantidades de calcio, oxalato y magnesio en la orina ácida.
El tratamiento de los cálculos renales en niños es similar a los tratamientos para adultos, que incluyen: litotricia por ondas de choque, medicación y tratamiento con endoscopio a través de la vejiga, el riñón o la piel. De estos tratamientos, la investigación no es concluyente, en si las ondas de choque son más efectivas que la medicación o un endoscopio a través de la vejiga, pero es probable que tenga menos éxito que un endoscopio a través de la piel hasta el riñón. Cuando se introduce un endoscopio a través del riñón, es probable que uno regular y uno de tamaño pequeño tengan tasas de éxito similares en la extracción de cálculos. Los alfabloqueantes pueden aumentar la eliminación exitosa de los cálculos renales en comparación con un placebo y sin ibuprofeno.